# DreamWorks Animation
DreamWorks Animation SKG is een Amerikaanse animatiestudio. DreamWorks Animation ontstond door een fusie tussen de animatiedivisie van DreamWorks en Pacific Data Images (PDI).
Oorspronkelijk was het bedrijf onderdeel van DreamWorks SKG, maar in 2003 werd besloten van DreamWorks Animation een spin-off te maken. De films worden momenteel gedistribueerd door Paramount Pictures, onderdeel van Viacom en eigenaar van voormalige DreamWorks Animation-distributeur, DreamWorks SKG. DreamWorks Animation heeft twee Californische studio's: het hoofdkantoor en de belangrijkste studio in Glendale en de vroegere PDI-studio in Redwood City.

## Geschiedenis
In 1980 richtten Carl Rosendahl, Glenn Entis en Richard Chuang het computeranimatiebedrijf Pacific Data Images op. In de jaren tachtig maakte PDI geanimeerde logo's en reclamespotjes voor de televisie. Ze begonnen in 1991 met het maken van visuele effecten, waaronder voor de film Terminator 2: Judgment Day.
In 1998 maakte PDI in coproductie met DreamWorks de computeranimatiefilm Antz. In hetzelfde jaar maakte DreamWorks zelf The Prince of Egypt, waarbij traditionele animatietechnieken gebruikt werden.
In 2000 richtte DreamWorks SKG een nieuwe afdeling op, genaamd DreamWorks Animation, om het proces te overzien. In 2003 werd DreamWorks Animation afgesplitst van het moederbedrijf en niet lang daarna werd PDI overgenomen. Sindsdien is het een beursgenoteerde animatiestudio die films produceert onder de merknaam "DreamWorks Animation SKG", maar waar de ene film bekendstaat als een PDI-productie en een andere als een DreamWorks-productie.

## Films en televisieseries

### Traditionele animatiefilms
- The Prince of Egypt (1998)
- Joseph: King of Dreams (2000)
- The Road to El Dorado (2000)
- Spirit: Stallion of the Cimarron (2002)
- Sinbad: Legend of the Seven Seas (2003)
- Spirit: Untamed (2021)

### Computeranimatiefilms
- Antz (1998)
- Shrek (2001)
- Shrek 2 (2004)
- Shark Tale (2004)
- Madagascar (2005)
- Over the Hedge (2006)
- Shrek the Third (2007)
- Bee Movie (2007)
- Kung Fu Panda (2008)
- Madagascar: Escape 2 Africa (2008)
- Monsters vs. Aliens (2009)
- How to Train Your Dragon (2010)
- Shrek Forever After (2010)
- Megamind (2010)
- Kung Fu Panda 2 (2011)
- Puss in Boots (2011)
- Madagascar 3: Europe's Most Wanted (2012)
- Rise of the Guardians (2012)
- The Croods (2013)
- Turbo (2013)
- Mr. Peabody & Sherman (2014)
- How to Train Your Dragon 2 (2014)
- Penguins of Madagascar (2014)
- Home (2015)
- Kung Fu Panda 3 (2016)
- Trolls (2016)
- The Boss Baby (2017)
- Captain Underpants: The First Epic Movie (2017)
- How to Train Your Dragon: The Hidden World (2019)
- Abominable (2019)
- Trolls World Tour (2020)
- The Croods: A New Age (2020)
- The Boss Baby: Family Business (2021)
- The Bad Guys (2022)
- Puss in Boots: The Last Wish (2022)
- Ruby Gillman, Teenage Kraken (2023)
- Trolls Band Together (2023)
- Kung Fu Panda 4 (2024)
- The Wild Robot (2024)

### Stop-motion-animatiefilms in samenwerking met Aardman Animations
- Chicken Run (2000)
- The Curse of the Were-Rabbit (2005)

### Computeranimatiefilms in samenwerking met Aardman Animations
- Flushed Away (2006)

### Traditionele geanimeerde televisieseries
- Invasion America (1998-1999)
- Toonsylvania (1998-2000)

### Computeranimatieseries
- Father of the Pride (2004)
- The Penguins of Madagascar (2008-2015)
- Kung Fu Panda: Legends of Awesomeness (2010)
- Monsters vs. Aliens: The Series (2010/2011)
- Dragons: Riders of Berk (2012)
- Dragons: Defenders of Berk (2013)
- The Adventures of Puss in Boots (2015)